# Cântico da Liberdade
Cântico da Liberdade är Kap Verdes nationalsång. Den blev officiell nationalsång 1996. Innan dess hette nationalsången Esta é a nossa pátria bem amada och var den samma som i Guinea-Bissau. Musiken är komponerad av Adalberto Higino Tavares Silva och texten är skriven av Amilcar Spencer Lopes.

## Text[1]
Canta, irmão

Canta meu irmão

Que a Liberdade é hino

E o Homem a certeza.

Com dignidade, enterra a semente

No pó da ilha nua

No despenhadeiro da vida

A esperança é do tamanho do mar

Que nos abraça

Sentinela de mares e ventos

Perseverante

Entre estrelas é o Atlântico

Entoa o cântico da Liberdade.

Canta, irmão

canta meu irmão

Que a Liberdade é hino

E o Homem a certeza.